# Чапля сіра
Чапля сіра (Ardea cinerea) — птах родини чаплевих. В Україні гніздовий, перелітний і зимуючий вид.

## Опис

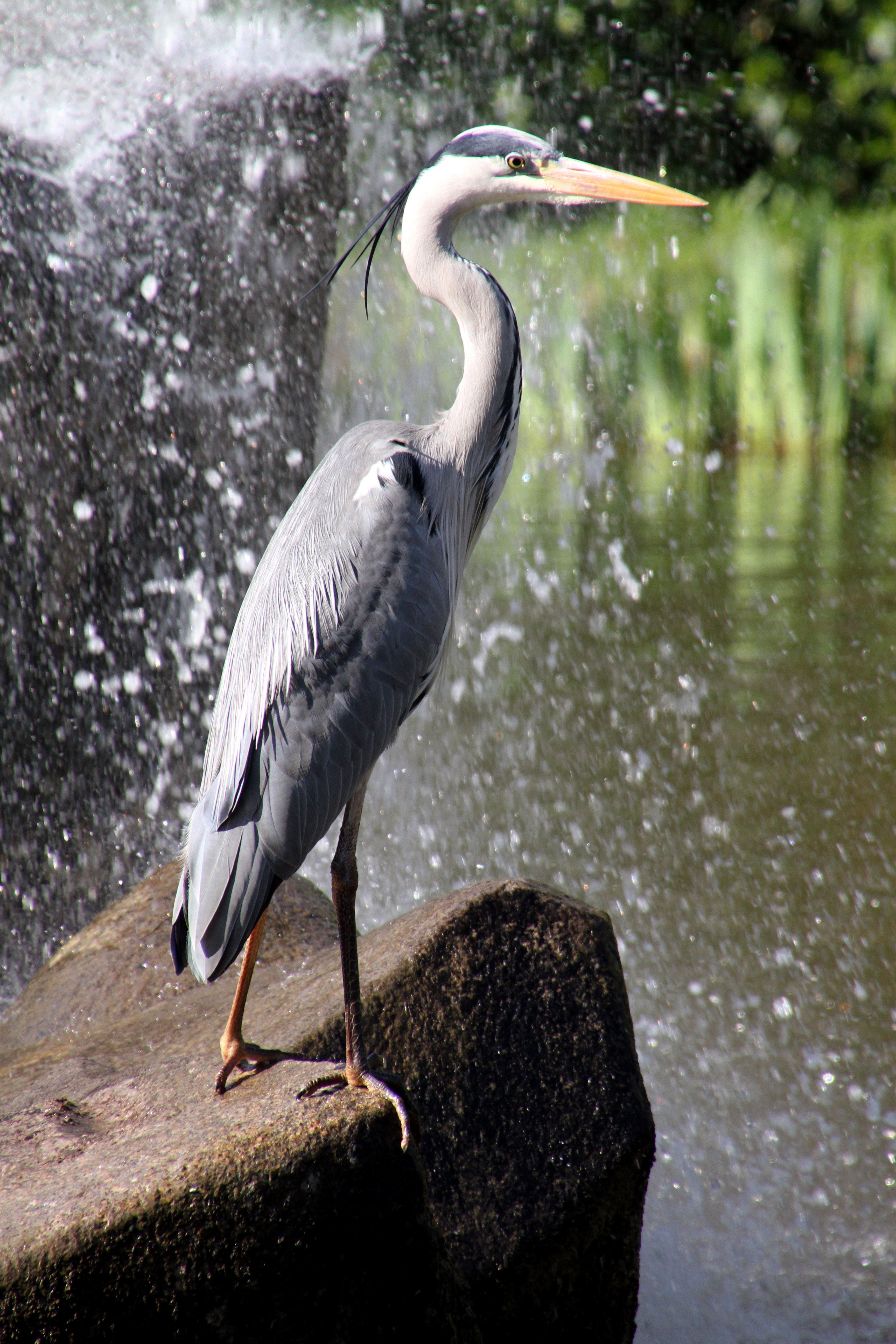
Дорослий птах

Маса тіла сірої чаплі 1,0-1,9 кг, довжина тіла 90-98 см, розмах крил 150—175 см. У дорослого птаха в шлюбному вбранні голова біла, за очима присутні сірувато-чорні смуги, які на потилиці з'єднуються і переходять у «чуб» з кількох довгих оздоблювальних пер; спина та покривні пера другорядних махових сизувато-сірі, на плечах видовжені оздоблювальні пера; шия білувата, з сірувато-чорним рисунком спереду; на білому волі видовжені оздоблювальні пера; низ білий; боки тулуба спереду і задня частина черева сірувато-чорні; махові пера чорні; хвіст сірий; дзьоб жовтий; ноги жовтувато-бурі; райдужна оболонка ока жовта; у позашлюбному оперенні оздоблювальні пера зношені. 
Молодий птах сірий; голова світло-сіра, зверху сірувато — чорна; «чуб» ледь розвинений; шия світло-сіра, з темним рисунком спереду; низ білуватий; верхня щелепа темно-сіра, нижня — жовтувата; оздоблювальних пер на волі і плечах — немає.
Літає сіра чапля S-подібно вигнувши шию.

## Поширення

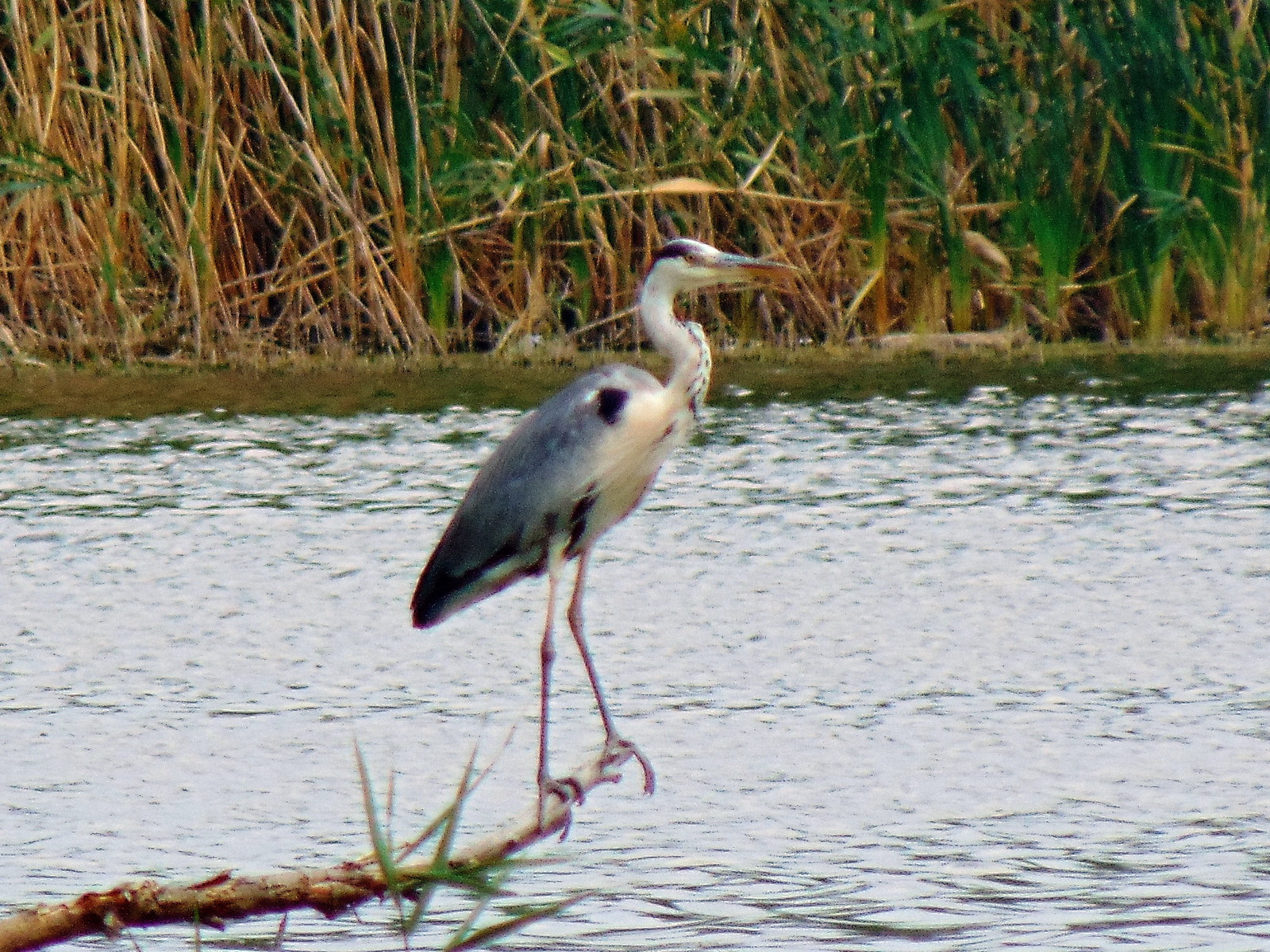
У затоці Вільна. Дніпровське водосховище

В Україні чапля сіра мігрує скрізь. Перельоти здійснює невеликими зграями, іноді, спільно з іншими видами чапель. Зимує на Закарпатській рівнині, в Придунайському регіоні та на півдні Криму. Інколи трапляється і на інших ділянках морського узбережжя та на водоймах в глибині суходолу, наприклад в межах НПП «Тузлівські лимани» на півдні Одеської області.
Найбільші колонії чапель сірих існують в долинах Дніпра, Дунаю та Дністра. Великі колонії також виявлено в Тернопільській області на території Кременецького району недалеко від ставів в селі Іква — в лісопосадці за перехрестям дороги на Великі Бережці (Божу гору) та дороги на Джерело святої Анни (територія НПП «Кременецькі гори»), а також на території заповідника Розточчя (Янівський став, орнітологічний заказник «Янівські чаплі»).

## Особливості біології

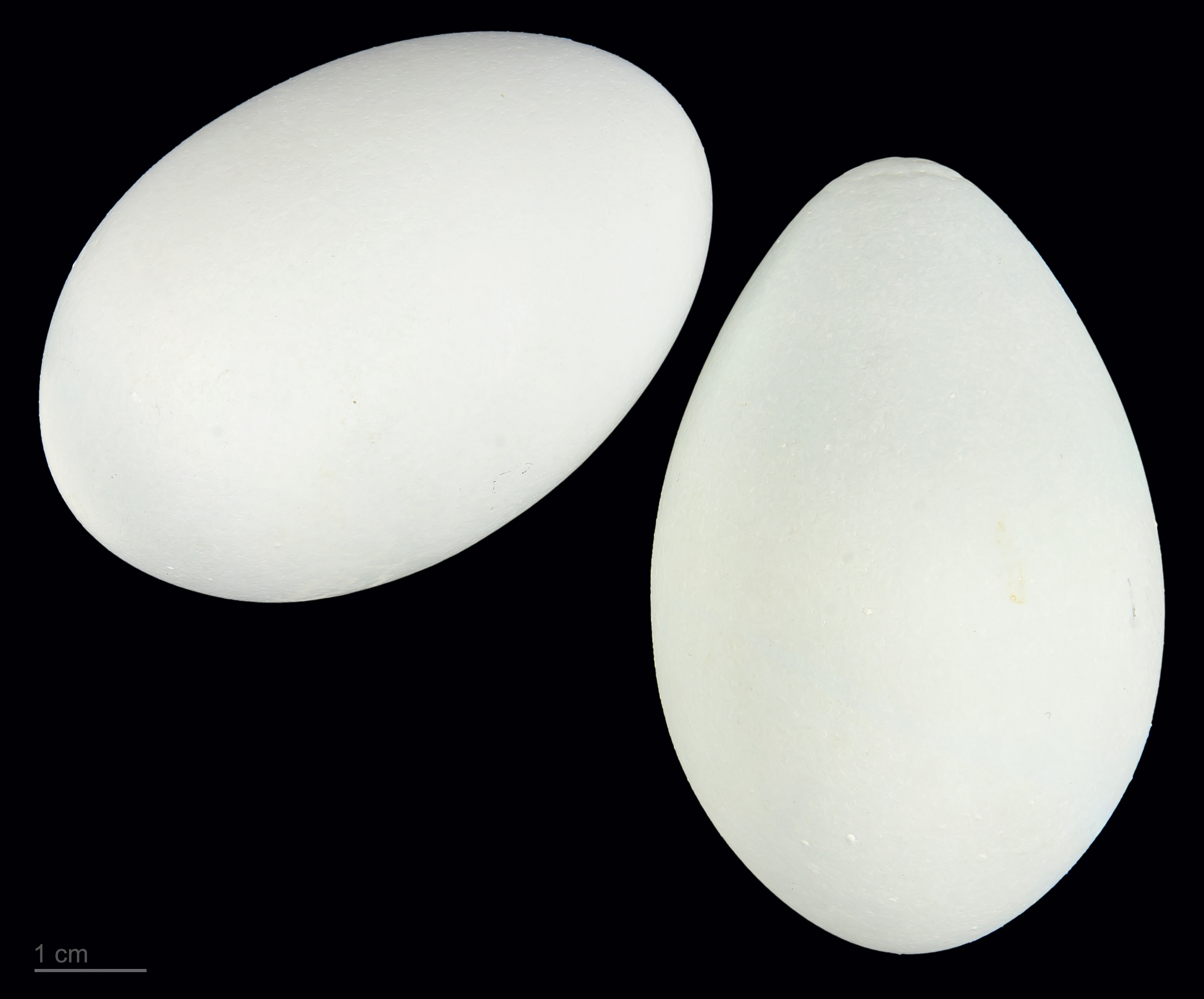
Яйця чаплі сірої в оологічній колекції, Тулузький музей

Гніздиться колоніями і також часто з іншими видами чапель на високих деревах, зокрема, на соснах та чагарниках поблизу води. На одному дереві може бути декілька гнізд (в середньому — три, але бували випадки і до 20 гнізд, наприклад в селі Іква Кременецького району). Якщо колонія чапель має сусідів, то вони гніздяться вище за інших птахів. Одне і те саме гніздо може використовуватися багато разів, проте чаплі можуть і міняти уподобання, відлітаючи на 500 - 1,5 тис. км від старого гнізда. Заселяються колонії, починаючи з березня. Для свої гнізд, чаплі сірі використовують гілки, очерет та інший матеріал. Матеріал для гнізда дістає самець, а наводить лад в гнізді - самка. 
Самка чаплі сірої відкладає один раз на рік 3-5 блідоблакитних, іноді з червоними плямками яєць. Яйця відкладається одне за одним через 2 доби. Батьківська пара чапель висиджують яйця 25-26 діб. Враховуючи сильну різницю в часі і рості між пташенятами часто виживають найсильніші. Перо у пташенят починає рости не раніше аніж за тиждень. Перші 20 діб вони перебувають під пильним доглядом батьків. На 50 день починаються перші спроби польотів. Літати вони зможуть не раніше аніж за 55 днів з моменту вилуплення. Самки готові до розмноження на наступний рік, самці — ще за рік.

## Харчування
Головний раціон чапель сірих — риба, проте вони не нехтують й іншими водяними істотами. Чаплі нерухомо очікують здобич, а потім різким рухом вихоплюють її з води. Вони також харчуються маленькими гризунами, які живуть на поверхні або під землею. Полюють чаплі сірі на них на полях та лугах, можуть з'їсти і змій, і жаб, і ящірок. Добова потреба у рибі — 300-500 г.

## Галерея

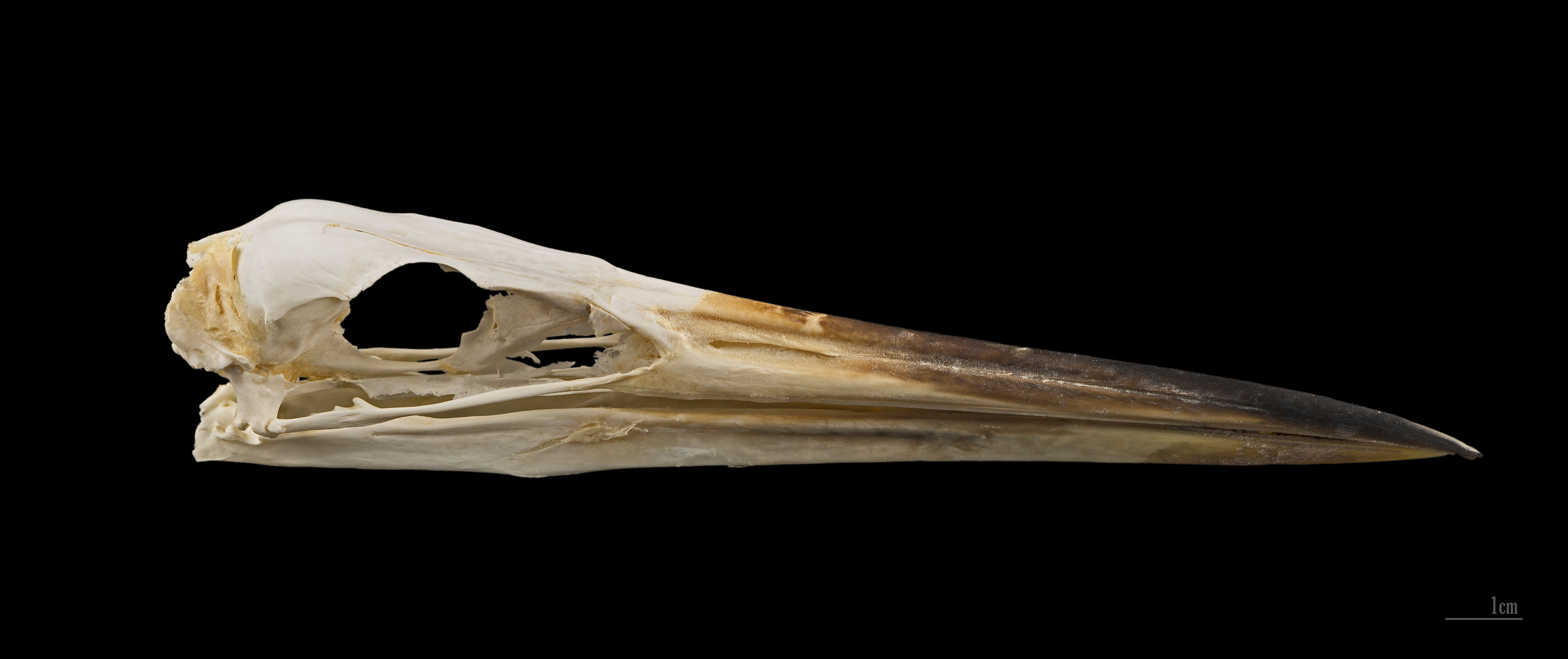
Череп чаплі сірої
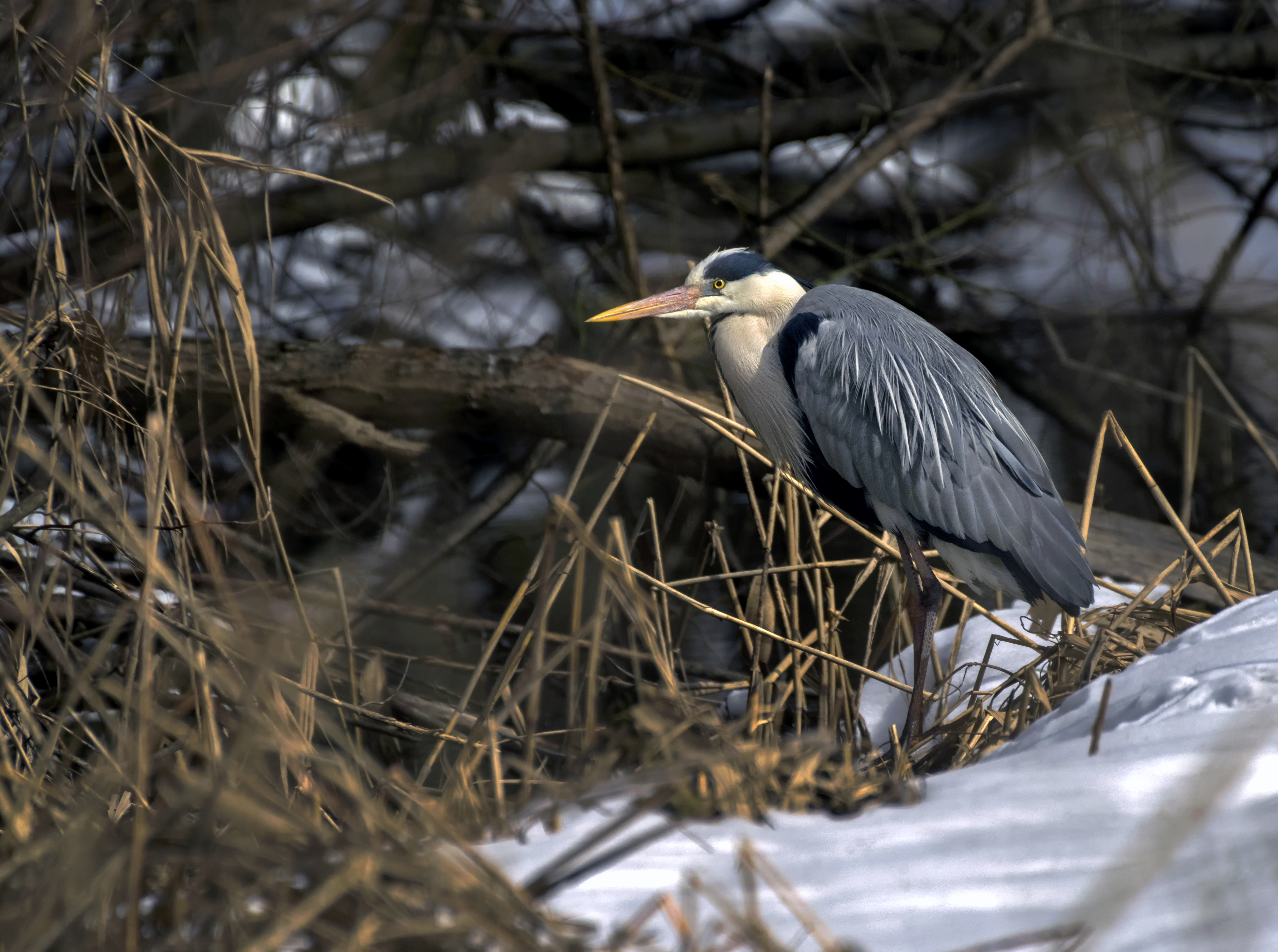
Чапля сіра (Ardea cinerea) на голосієвських озерах.